# Cimadera

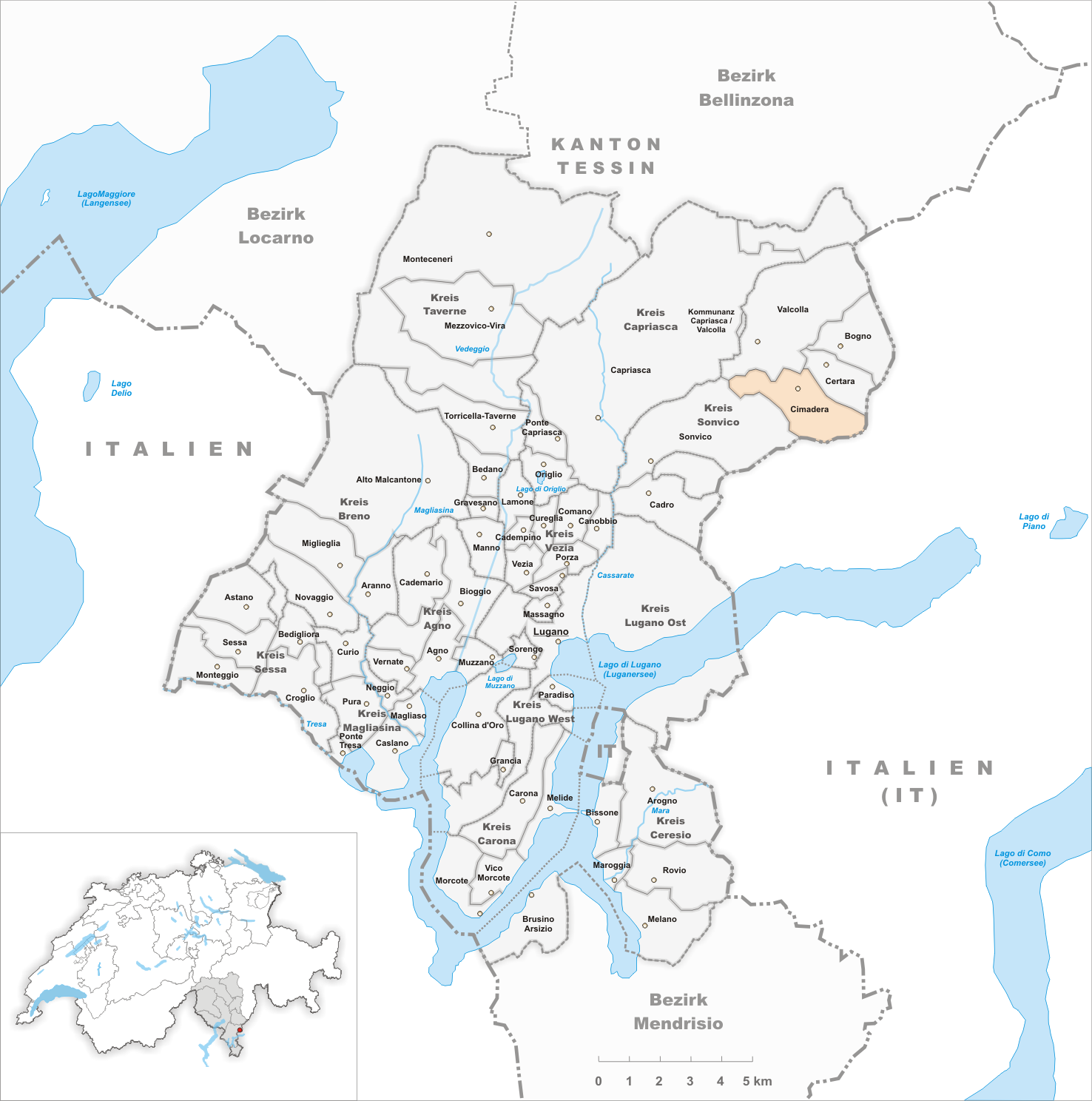
Gemeindestand vor der Fusion am 13. April 2013

Cimadera war bis am 13. April 2013 eine politische Gemeinde im Kreis Sonvico, Bezirk Lugano des Kantons Tessin in der Schweiz. Seit dem 14. April 2013 ist Cimadera eine Ortschaft in der Stadtgemeinde Lugano.

## Geographie
Die ehemalige Gemeinde liegt auf 1087 m ü. M. am linken Seitenhang im oberen Val Colla und 11 km nordöstlich von Lugano. Sie grenzt an Italien.

## Geschichte
Eine erste urkundliche Erwähnung ist für das Jahr 1422 belegt. Das Dorf trug den Namen Cima d’Era. Ursprünglich wurde es nur während der Zeit bewohnt, in der die Bauern von Treciore (Weiler von Sonvico) ihr Vieh auf die Alpen trieben. Infolge der Pest von 1525 liess sich die Bevölkerung endgültig hier nieder. Cimadera gehörte zur Gemeinde und vicinìa von Sonvico. Von beiden wurde es durch Dekret vom 9. Mai 1878 abgetrennt.
Seit dem 14. April 2013 gehören die ehemaligen Gemeinden Bogno, Certara, Cimadera und Valcolla dem neuen Luganer Quartier Val Colla an. Cimadera aber bildet nach wie vor eine eigenständige Bürgergemeinde.

Ehemaliges Wappen von Cimadera

## Bevölkerung
Einwohnerzahlen: Volkszählungsdaten, Website Stadt Lugano

## Veranstaltungen
- Unione Tiratori Monte Era[6]

## Sehenswürdigkeiten
Das Dorfbild ist im Inventar der schützenswerten Ortsbilder der Schweiz (ISOS) als schützenswertes Ortsbild der Schweiz von nationaler Bedeutung eingestuft.
- Kapelle Sant’Antonio von Padua (17. Jahrhundert)[8]
- Gebetshaus (Oratorium) Sante Maria und Elisabetta aus dem Jahr 1670[8]